# Balanophyllia yongei
Balanophyllia yongei is een rifkoralensoort uit de familie van de Dendrophylliidae. De wetenschappelijke naam van de soort is voor het eerst geldig gepubliceerd in 1952 door Crossland.